# Saint-Vallerin
Saint-Vallerin település Franciaországban, Saône-et-Loire megyében. Lakosainak száma 252 fő (2022. január 1.). Saint-Vallerin Montagny-lès-Buxy, Cersot, Chenôves, Fley és Jully-lès-Buxy községekkel határos.

## Népesség
A település népessége az elmúlt években az alábbi módon változott:
| Lakosok száma | 271  | 267  | 275  | 263  | 261  | 258  | 257  | 254  | 252  |
|               | 2013 | 2015 | 2016 | 2017 | 2018 | 2019 | 2020 | 2021 | 2022 |